# 天主教格拉茨-塞考教區
天主教格拉茨-塞考教區（拉丁語：Dioecesis Seccoviensis）是羅馬天主教在奧地利的一個教區。屬薩爾茨堡總教區。

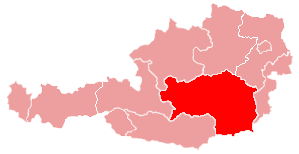
格拉茨-塞考教區管轄範圍圖

教區位於施泰爾馬克州。2011年，有871,461名教友，估轄區總人口71.9%，有388個堂區、457名司鐸、73名終身執事、234名修士、493名修女。現任教區主教為埃貢·卡佩拉里。
1218年10月26日塞考教區成立，1786年教座遷至格拉茨，1963年4月22日易名至今。